# Onze-Lieve-Vrouwkerk (Tielt-Winge)

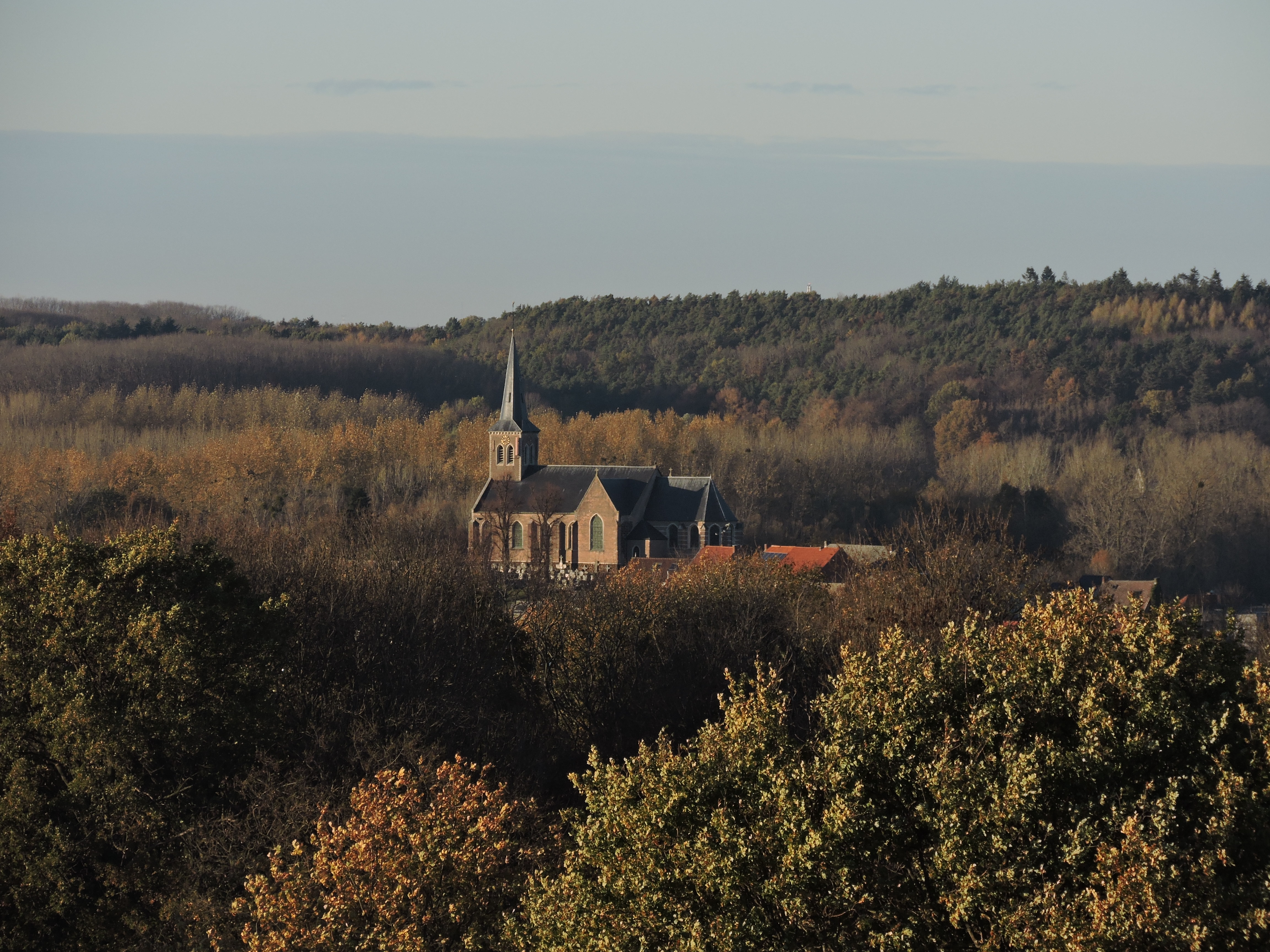
Onze-Lieve-Vrouwkerk

De Onze-Lieve-Vrouwkerk is een kerk in de Vlaamse deelgemeente Tielt. Deze driebeukige kerk dateert van omstreeks 1850. Het koor is laatgotisch en dateert uit de 16e eeuw.
Gedeelten van de muren van het koor zijn nog uit de 13e eeuw en gedeelten uit de muren van het transept zijn 15e-eeuws. De kerk was in de middeleeuwen een bedevaartsoord waar Onze-Lieve-Vrouw aanbeden werd. De kerk werd in 2003 gerestaureerd.